# Henri Breuil
Pour les articles homonymes, voir Breuil.
Henri Breuil, aussi connu comme l'« abbé Breuil », né le 28 février 1877 à Mortain (Manche) et mort le 14 août 1961 à L'Isle-Adam (Seine-et-Oise), est un prêtre catholique et préhistorien français.
Surnommé le « pape de la Préhistoire », il s'est illustré par son travail de pionnier pour l'établissement d'une chronologie de la Préhistoire avec la classification des industries paléolithiques, et l'étude de l'art pariétal préhistorique à l'acceptation duquel il a grandement contribué.

## Famille
Ses grands-parents paternels sont Édouard Breuil, conseiller à la Cour d'appel d'Amiens, mort le 20 juillet 1901 à Paris à 87 ans, et Cécile Palmire Millon de Pomeroy, morte à Amiens le 29 septembre 1883 à 64 ans. Dans le faire-part de décès sont cités un Ernest Breuil, attaché au ministère des Affaires étrangères ; Edmond Breuil, ancien consul de France ; M. Limperani, ancien député ; Fernand Limperani, vice-consul de France au Costa Rica. Également noté par M. Ansard, est un certain Guillain Joseph Auguste Breuil, né à Amiens en 1811, membre de la Société des antiquaires de Picardie.

Ses grands-parents maternels sont le baron Prosper Joseph Antoine Morio de l'Isle, nommé sous-préfet de Compiègne le 8 mars 1860, mort le 11 septembre 1906 au château de Vauxcastille (2 km à l'ouest de Vierzy dans l'Aisne) à 
- Lire la suite

.
Son père est Albert Joseph Édouard Breuil, né à Amiens (Somme) le 17 juillet 1843 et mort à Clermont le 13 avril 1922. D'après H. Breuil, son père Albert Breuil a fait ses études au collège Saint-Vincent de Senlis et ses études de droit à Paris ; il est ensuite nommé juge suppléant à Rouen, substitut à Pont-Audemer puis à Louviers. Il est ensuite procureur de la République en 1877 à Mortain (Manche) et à Clermont (1878-1883). Il prend sa retraite de la magistrature en 1883, « pour une cause politique et pour une question d'honneur » selon sa fille (peut-être à cause de la loi du 30 août 1883 sur l'organisation judiciaire de la France, qui va à l'encontre du principe d'inamovibilité ?).
Il est président de la Caisse d'épargne de Clermont de 1900 à 1922.
Il est aussi membre de la Société des antiquaires de Picardie et naturaliste amateur.
Sa mère est Cécile Morio de L'Isle (1855-1923), fille du baron Prosper Joseph Antoine Morio de l'Isle nommé sous-préfet de Compiègne le 8 mars 1860, mort le 11 septembre 1906 à Vauxcastille à 84 ans, petite-fille du général Annet Morio de L'Isle ; elle épouse Albert Breuil en 1875.
Henri est leur premier enfant. Il a un frère, Michel, né le 21 février 1879 à Clermont, mort à Nice en octobre 1955, docteur en droit et avocat ; et une sœur, Marguerite, née en 1884, morte en 1978 à 94 ans, qui épouse Robert de Mallevoüe (les Mallevoüe partagent un appartement dans le 15e arrondissement de Paris avec Henri Breuil, souvent parti en voyage). Aucun n'a d'enfant.

## Biographie

### Jeunesse et formation
Né à Mortain le 28 février 1877, Henri Breuil entre au séminaire Saint-Sulpice en 1895 en même temps que Jean Bouyssonie (1877-1965, futur découvreur avec ses frères du célèbre homme de Néandertal de la Chapelle-aux-Saints). Ce séminaire est à l'avant-garde de la « reconquête intellectuelle de la France par l'Église catholique » et est donc orienté vers « la formation de nouveaux prêtres, des prêtres savants ». Là, il suit les cours de sciences naturelles de Jean Guibert, auteur d'un traité intitulé Les Origines, questions d'Apologétique sur les rapports de la science et de la religion. L'enseignement de Guibert fait une large place aux idées évolutionnistes alors relativement nouvelles. Il fait un certain nombre de rencontres cruciales qui confortent son intérêt pour la science préhistorique naissante : Geoffroy d'Ault du Mesnil, Louis Capitan en 1896, Édouard Piette en 1897 - chez qui il peut admirer des chefs-d'œuvre de l'art mobilier préhistorique -, Denis Peyrony.
Ordonné prêtre le 9 juin 1900 à Saint-Sulpice, Henri Breuil obtient de ne pas être attaché à une paroisse après plusieurs tentatives infructueuses, grâce à l'évêque de Soissons que connaît bien son grand-père maternel qui fut sous-préfet. Il peut ainsi se consacrer entièrement à ses travaux de préhistorien dans un but d'apologétique catholique. Il obtient sa licence d'histoire naturelle en 1904.

### Carrière
Dès 1905, il enseigne la préhistoire à l'université de Fribourg en tant que privatdozent, puis à Paris prend en charge la chaire d'ethnographie historique de l'Institut de paléontologie humaine en 1910, ce qui fait de lui le premier préhistorien professionnel de France. En 1929 le Collège de France crée pour lui la première chaire de Préhistoire ; il y enseigne jusqu'en 1947. Il est nommé membre de l'Institut de France en 1938. Bien que détestant l'enseignement, il construit paradoxalement sa carrière dans ce domaine afin de se faire reconnaître et financer par l'université et la Caisse des monuments historiques et préhistoriques.
Il fait partie de l'équipe constituée par Marcellin Boule au Laboratoire de Paléontologie du Muséum national d'histoire naturelle (MNHN) et à l'Institut de paléontologie humaine (IPH). À ce titre, il forme Pierre Teilhard de Chardin à l'étude des outillages lithiques.
Il meurt le 14 août 1961 à L'Isle-Adam (Seine-et-Oise, actuel Val-d'Oise). Il est enterré à Belleu (Aisne).

## Henri Breuil et l'art pariétal
En 1901, avec Louis Capitan et Denis Peyrony, il participe à la découverte de deux grottes ornées majeures de Dordogne, les Combarelles et Font-de-Gaume. Il commence à réaliser des relevés des gravures de la première et des peintures et gravures de la deuxième. En 1902, Émile Cartailhac le convie à étudier les peintures de Marsoulas et d'Altamira. Dès lors, il va participer à l'étude de nombreux sites ornés, en France (les grottes du Tuc d'Audoubert, des Trois-Frères et de Saint-Cirq dite grotte du Sorcier), en Espagne (Castillo, Tajo de las Figuras) mais aussi en Afrique du Sud. Il sera notamment le premier préhistorien à visiter et décrire sommairement la grotte de Lascaux, avant de gagner l'Afrique.
Dès 1912, il écrit Les subdivisions du Paléolithique supérieur et leur signification (qu'il révise en 1937), un long article qui synthétise avec brio les connaissances acquises dans les multiples fouilles pratiquées en Europe et au Proche-Orient.
Le 9 août 1915, il découvre, en compagnie de Pierre Paris (alors propriétaire du château de Beyssac) et des fils de ce dernier, une grotte préhistorique ornée de gravures et de dessins sous le château de Commarque.
Ses études lui permettent d'être reconnu désormais comme le spécialiste international de l'art pariétal préhistorique : en 1929, il reçoit une chaire au Collège de France, et en 1935, il obtient la première chaire du genre à l'université de Bordeaux.
Son ouvrage majeur, Quatre cents siècles d'art pariétal paru en 1952, dresse pour la première fois un panorama de l'art pariétal paléolithique franco-cantabrique connu à l'époque et lui confère une autorité mondiale. Ce livre est l'aboutissement de plus de 700 jours d'études sous terre. Henri Breuil s'attache avant tout à relever et à décrire minutieusement les œuvres paléolithiques et à en préciser la chronologie qu'il imagine se dérouler en deux cycles successifs.
En septembre 1946, malgré son âge et ses difficultés visuelles, il visite Arcy-sur-Cure où ont été découvertes plus tôt cette année-là les gravures de la grotte du Cheval et, l'entrée à la grotte étant trop malaisée pour lui, les authentifie sur la foi des relevés d'André Leroi-Gourhan et de son équipe. Il authentifie également les découvertes à Rouffignac (révélées par le Spéléo-Club de Périgueux dès 1948 et reconnues seulement en 1954 par Louis-René Nougier et Romain Robert), et à Villars (découvertes par ces mêmes spéléologues).

## Henri Breuil et les industries préhistoriques
Prenant conscience de l'importance des phénomènes périglaciaires, il réalise à partir de 1905 des études méthodiques de l'outillage lithique et osseux d'Europe en tenant compte de la stratigraphie. Ainsi il met en place peu à peu les éléments de sa contribution majeure concernant les industries lithiques, à savoir sa révision et l'établissement de stratigraphies de référence du Paléolithique supérieur et la restitution en 1906 de la véritable position de l'Aurignacien dans la chronologie de cette période. Cette célèbre « bataille de l'Aurignacien », qu'il place entre le Moustérien et le Solutréen quand plusieurs autres de l'époque situent cette période après le Solutréen, dure de 1905 à 1912.
Sa passion le conduit à s'intéresser à toutes les formes de la culture matérielle paléolithique, toutes périodes confondues. Le père Pierre Teilhard de Chardin, exilé en Chine dans les années 1930, le fait inviter en 1931 par le Geological Survey of China pour étudier le gisement de Chou Kou Tien (Zhoukoudian) où le géologue Pei a découvert deux ans plus tôt le premier crâne de Sinanthrope.
Il s'intéresse aux découvertes faites dans les gravières du quartier de Montières à Amiens et propose de donner le nom de levalloisien pour désigner les industries à éclats sans biface dont de nombreux exemplaires sont trouvés de 1930 à 1950 à Montières. Il distingue également d'autres industries avec éclats : le Clactonien et le Tayacien, en 1932.
En 1939, l'abbé Breuil propose de substituer le nom d'Abbevilien à celui de Chelléen aux plus anciens silex taillés grossièrement et de façon irrégulière trouvés à Abbeville.

## Henri Breuil et l'Afrique
En Afrique du Sud, il prend une part importante au développement académique de la discipline et est même élu président de la South African Archeological Society. Il se lie d'amitié avec le maréchal Jan Smuts, grâce à qui il obtient les moyens financiers et logistiques de ses expéditions. Plus tard, il se lie avec l'anthropologue sud-africain Phillip Tobias.
En 1918, le prospecteur et topographe allemand Reinhard Maack découvre sur une paroi rocheuse, une importante fresque rupestre dans les monts du Brandberg (2 573 m), le plus haut massif montagneux de Namibie. En 1947, Henri Breuil visite cette découverte dont le personnage central, qu'il appelle la « Dame blanche », le hante depuis qu'il a appris son existence dix-huit ans auparavant.

## Collection Breuil

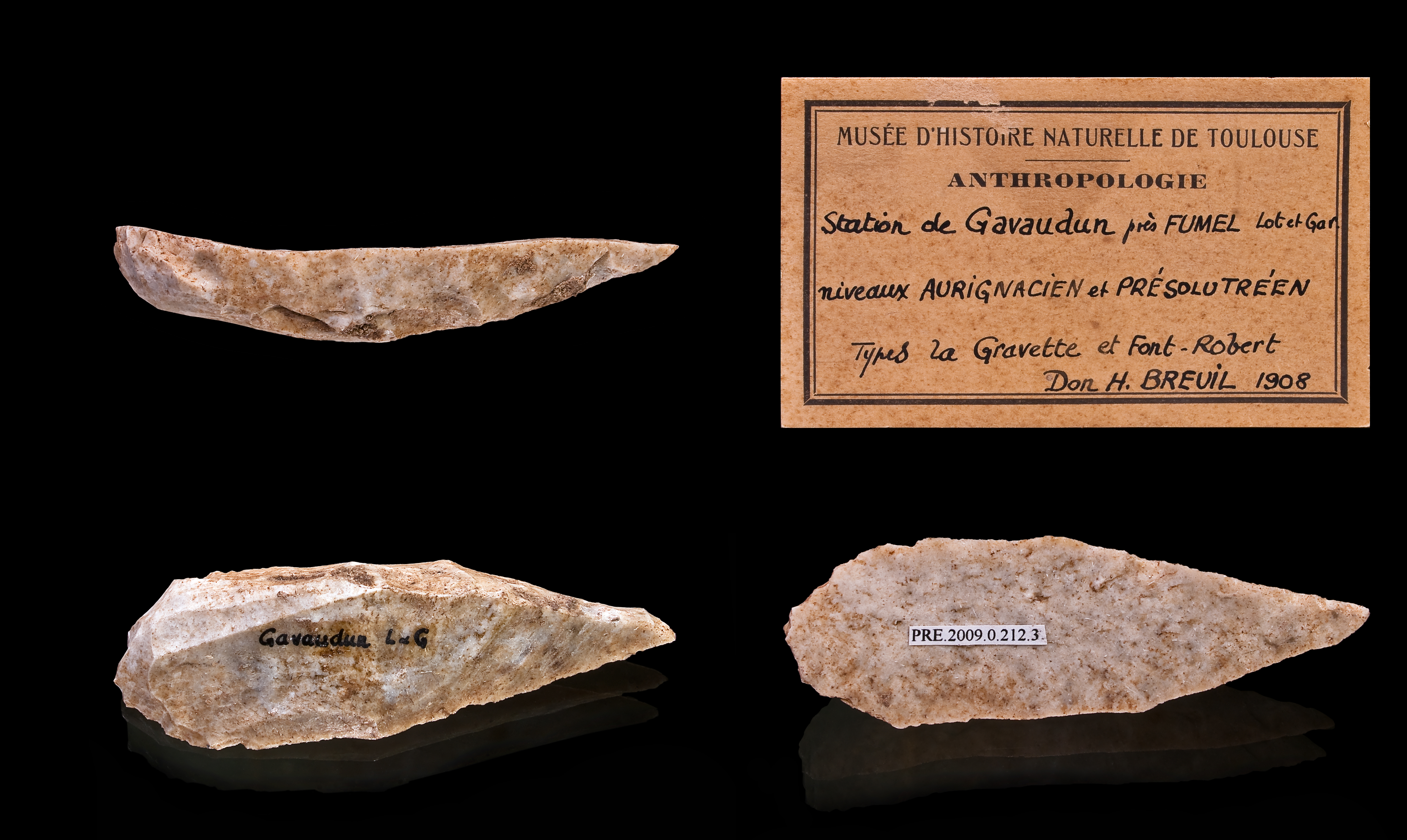
Grattoir - Aurignacien - Muséum de Toulouse.
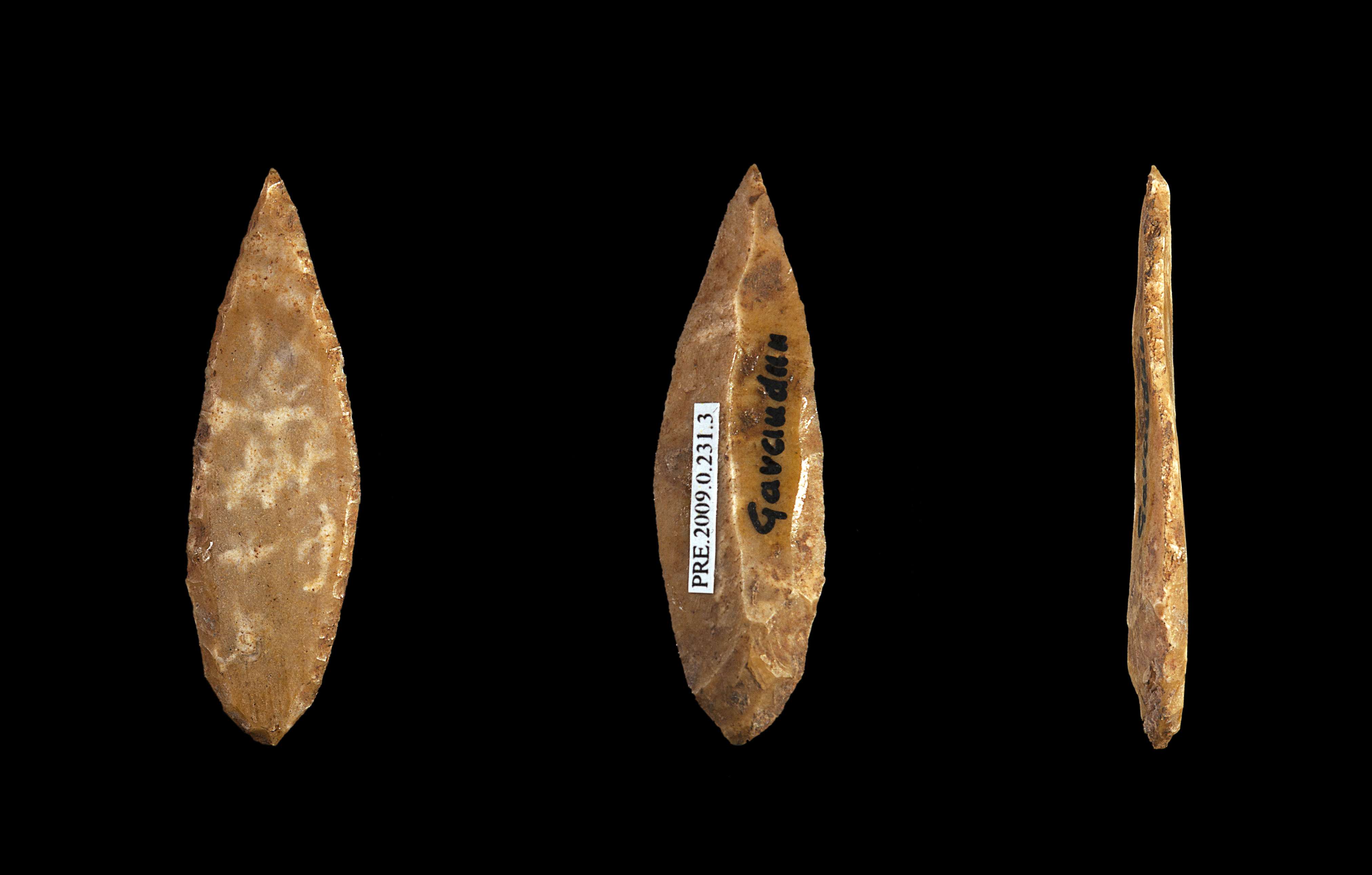
Fléchette - Gravettien - Muséum de Toulouse.
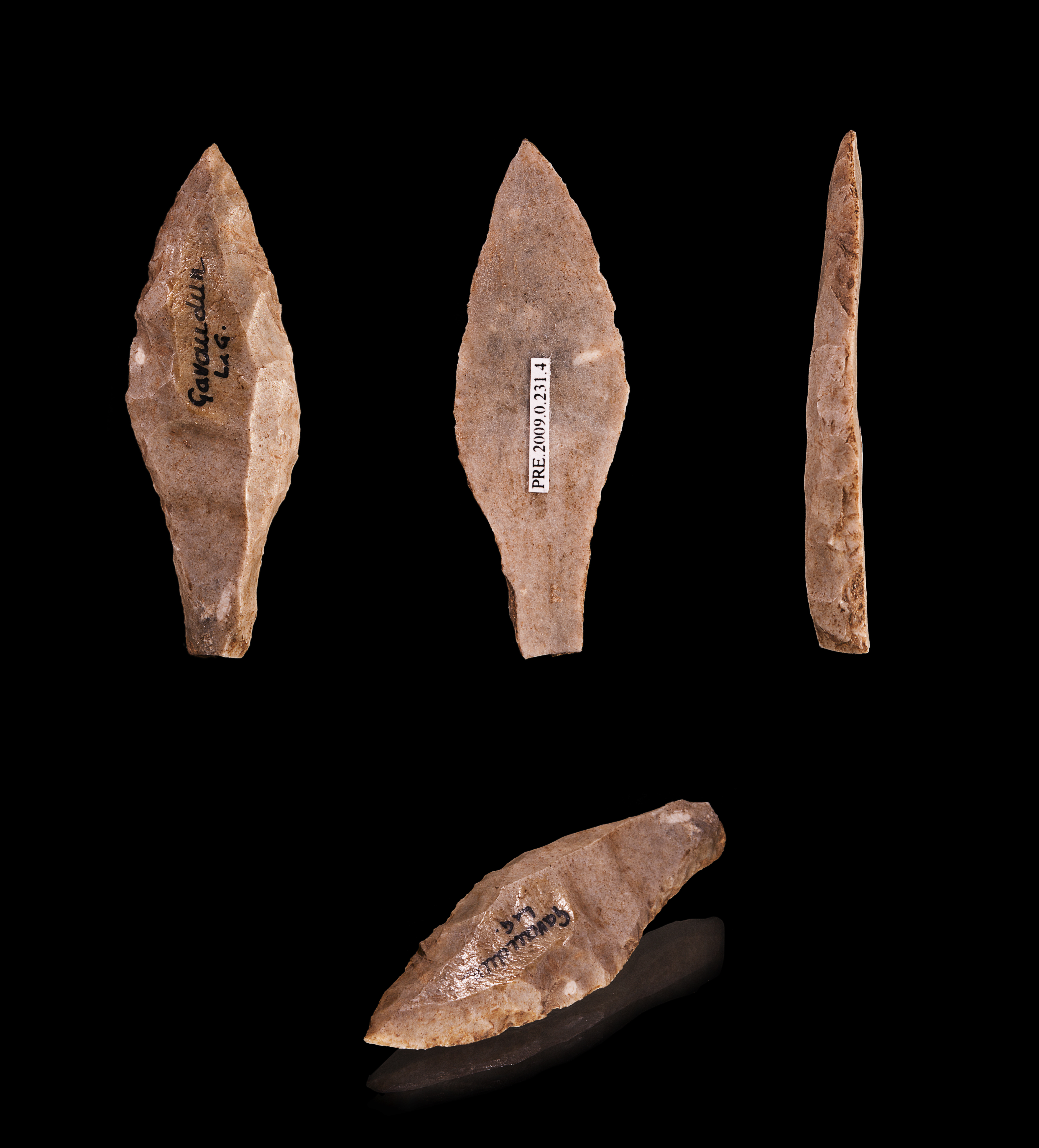
Pointe de la Font-Robert - Gravettien - Muséum de Toulouse.
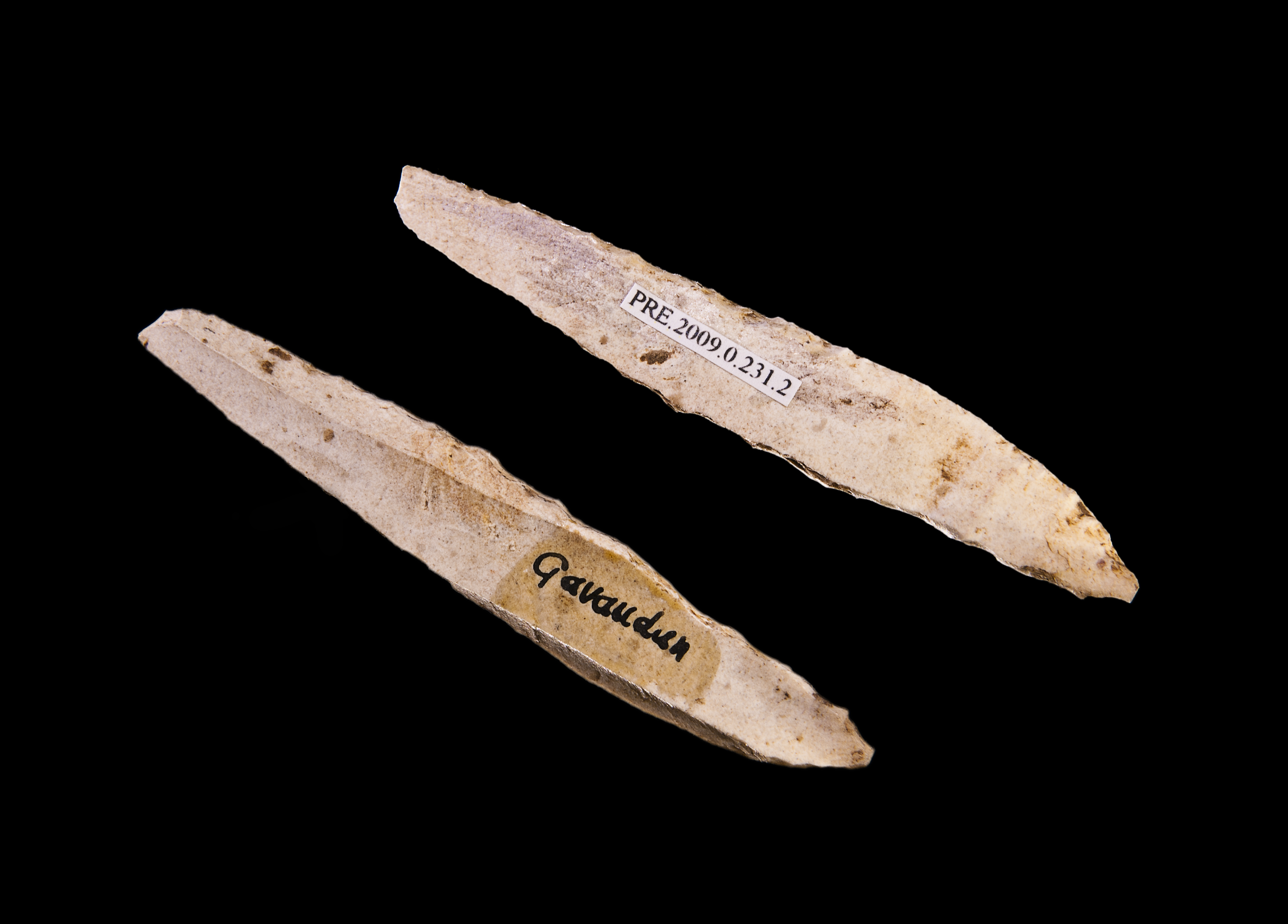
Pointe de la Gravette - Muséum de Toulouse.

## Récompenses et distinctions
- Médaille Daniel Giraud Elliot (1924)[17]
- Médaille d'Or de la Société des antiquaires de Londres[18]
- Médaille Huxley (1946)
- Médaille Flinders Petrie

### Décorations
- Commandeur de la Légion d'honneur (1er Juillet 1958)[18]
- Commandeur de l'ordre des Palmes académiques
- Grand-croix de l'ordre d'Alphonse X le Sage (Espagne)[19]
- Commandeur de l'ordre de l'Étoile de Roumanie (Roumanie)
- Commandeur de l'ordre du Mérite culturel (Monaco)[20]
- Officier de l'ordre de Saint-Charles (Monaco)[21]
- Chevalier de l'ordre de Léopold (Belgique)
- Chevalier de l'ordre de Sant'Iago de l'Épée (Portugal)[19]

## Hommages
Une rue de Toulouse est nommée en sa mémoire en 1972 : elle voisine avec les impasses d'Altamira, de Lascaux et de Niaux.

## Principales publications
Henri Breuil a publié plus de 800 contributions concernant la Préhistoire en général et l'art préhistorique en particulier, ainsi que quelques-unes concernant la botanique et l'entomologie.
- [1903] Émile Cartailhac et Henri Breuil, « Les peintures préhistoriques de la grotte d'Altamira », Comptes rendus des séances de l'Académie des Inscriptions et Belles-lettres, vol. 46,‎ 1903, p. 256-265 (lire en ligne [sur bibnum.education.fr], consulté le 30 novembre 2020).  (texte de l'article et résumé par Arnaud Hurel).
- [1907] « La question aurignacienne. Étude critique de stratigraphie comparée », Revue préhistorique, nos 6-7,‎ 1907, p. 173-219.
- [1909] « Études de morphologie paléolithique I : La transition du Moustérien vers l'Aurignacien à l'abri Audi (Dordogne) et au Moustier » (abri Audi : p. 320-335 ; Le Moustier : p. 336-339 ; Autres régions : p. 339-340), Revue de l’École d’Anthropologie de Paris, no 19,‎ 1909, p. 320-340 (présentation en ligne, lire en ligne [PDF]).
- [1911] « Études de morphologie paléolithique II : L'industrie de la grotte de Châtelperron (Allier) et d'autres gisements similaires » (1. Châtelperron (Allier) (p. 29-37) ; 2. Germolles (Saône-et-Loire) (p. 37-40) ; La Roche au Loup (Yonne) (p. 66-70) ; 4. Haurets, à Ladaux (Gironde) (p. 70-72) ; 5. Gargas (p. 72-75) ; 6. Conclusion), Revue de l’École d’Anthropologie de Paris, no 21,‎ 1911, p. 29-40 et 66-76 (présentation en ligne, lire en ligne [PDF]).
- [1912] « Les subdivisions du Paléolithique supérieur et leur signification », Congrès international d'Anthropologie et d'Archéologie préhistoriques,‎ 1912, p. 165-238 (lire en ligne, consulté le 30 novembre 2020). .
- [1929] (en) Henri Breuil, Miles Crawford Burkitt (en) et la collaboration de Montagu Pollock, Rock paintings of southern Andalusia : a description of a neolithic and copper age art group, Oxford, The Clarendon Press, 1929, 88 p. (lire en ligne [PDF] sur bibliotecadigitaldeandalucia.es).
- [1940] « Découverte d'une remarquable grotte ornée, au domaine de Lascaux, Montignac (Dordogne) » (séance du 11 oct. 1940), Comptes-rendus des séances de l'Académie des Inscriptions et Belles-Lettres, vol. 84, no 5,‎ 1940, p. 387-390 (lire en ligne).
- [1952] « Lascaux », Bulletin de la Société préhistorique française, t. 47, nos 6-8,‎ 1952, p. 355-363 (lire en ligne).
- [1952] Quatre cents siècles d'art pariétal : les cavernes ornées de l'Âge du Renne, Montignac, Centre d'Études et de documentation préhistoriques, 1952, 419 p..
- [1960] « Ma vie en Périgord 1897-1959 », Bulletin de la Société historique et archéologique du Périgord, t. 87 « Mélanges Geraud Lavergne »,‎ 1960, p. 114-131.
- Alain Roussot, « Une lettre de l'abbé Breuil [à Jean Bouyssonie, datée 10 septembre 1901] sur la découverte [le 8 septembre 1901] de la grotte des Combarelles aux Eyzies », Bulletin de la Société historique et archéologique du Périgord, t. 93,‎ 1966, p. 199-202 (lire en ligne [PDF]).
- Voir aussi :
  - « Liste des publications par Henri Breuil présentes dans la base de données de la BnF », sur data.bnf.fr (consulté le 30 novembre 2020).

Breuil a confié à l'abbé André Glory ses descriptions inédites de grottes ornées (Pair-non-Pair, Bernifal, la Mouthe, Combarelles II, la Calèvie) ; Glory, décédé accidentellement en 1966, n'a pas pu publier celles-ci. Elles ont été publiées par Brigitte et Gilles Delluc et D. Vialou en 1994, 1995 et 2006 dans le Bulletin de la Société historique et archéologique du Périgord.